# لويز كوري
لويز كوري (بالإنجليزية: Louise Currie)‏ هي ممثلة أمريكية، ولدت في 7 أبريل 1913 بأوكلاهوما سيتي في الولايات المتحدة، وتوفيت في 8 سبتمبر 2013 بسانتا مونيكا في الولايات المتحدة بسبب مرض.

## وصلات خارجية
- لويز كوري على موقع IMDb (الإنجليزية)
- لويز كوري على موقع أول موفي (الإنجليزية)
- لويز كوري على موقع قاعدة بيانات الفيلم (الإنجليزية)